# Stefan Posch
Stefan Posch, né le 14 mai 1997 à Judenburg en Autriche est un footballeur international autrichien qui évolue au poste de défenseur central à l'Atalanta Bergame, en prêt du Bologne FC.

## Biographie

### En club
Né à Judenburg en Autriche, Stefan Posch débute au TuS Kraubath puis rejoint en 2008 le DSV Leoben, la saison suivante il rejoint le Grazer AK, puis intègre l'internat et le centre de formation en 2010. Après un an il change chez le club rival, le SK Sturm Graz où il évolue dans les sections jeunes. En 2011, il change de centre de formation, celui du club de Vienne, l'Admira, en 2014 il évolue avec les amateurs de l'Admira.
En 2015, il intègre le centre de formation du TSG 1899 Hoffenheim, et devient vice-champion d'Allemagne avec les juniors en 2016. Pour la saison 2016-2017, il joue avec l'équipe réserve de Hoffenheim  et en février 2017 il devient professionnel. Il fait ses débuts le 28 septembre 2017 dans un match de Ligue Europa contre le PFK Ludogorets Razgrad.
Quelques jours après, le 14 octobre, il fait ses débuts en Bundesliga.
Le 1er septembre 2022, Stefan Posch rejoint l'Italie pour s'engager en faveur du Bologne FC sous la forme d'un prêt d'une saison, avec obligation d'achat sous certaines conditions,.
Posch inscrit son premier but pour Bologne le 6 novembre 2022, lors d'une rencontre de championnat face au Torino FC. Il est titularisé et contribue à la victoire de son équipe par deux buts à un.

### En équipe nationale
Depuis 2012 il joue avec les équipes jeunes d'Autriche. Avec les moins de 19 ans, il participe au championnat d'Europe des moins de 19 ans en 2016. Lors de cette compétition, il joue trois matchs : contre le Portugal, l'Italie, et l'Allemagne.
En mars 2017 il débute avec les moins de 21 ans autrichiens.
En mars 2019, Stefan Posch est appelé pour la première fois avec l'équipe nationale d'Autriche par le sélectionneur Franco Foda. Posch ne joue toutefois aucun match lors de ce rassemblement mais honore sa première sélection le 10 juin 2019 face à la Macédoine du Nord en remplaçant Aleksandar Dragović à la mi-temps. Son équipe s'impose finalement par quatre buts à un ce jour-là. Il inscrit son premier but en sélection le 13 octobre 2019 contre la Slovénie. Il est titularisé au poste d'arrière droit et donne la victoire à son équipe par un but à zéro.
En mai 2021, il fait partie de la liste des 26 joueurs convoqués par Franco Foda pour disputer l'Euro 2020. 
Le 7 juin 2024, il fait partie de la liste des 26 joueurs convoqués par Ralf Rangnick pour disputer l'Euro 2024.